# ACF Fiorentina 2024-2025 (femminile)
Questa voce raccoglie le informazioni riguardanti la squadra femminile dell'ACF Fiorentina nelle competizioni ufficiali della stagione 2024-2025.

## Stagione
Quella del 2024-2025 è stata la decima stagione in Serie A femminile della Fiorentina, terza stagione a carattere professionistico nella storia della Serie A. Alla guida tecnica della squadra è stato confermato Sebastiàn De La Fuente, che nella stagione precedente aveva portato la squadra viola al terzo posto in classifica e alla qualificazione all'UEFA Women's Champions League.
Dopo aver vinto la prima giornata del campionato di Serie A, la Fiorentina ha vinto il proprio raggruppamento nel percorso piazzate del primo turno dell'UEFA Women's Champions League. Il gruppo 1 è stato ospitato in Danimarca nel comune di Brøndby; la Fiorentina ha vinto la semifinale contro le padrone di casa del Brøndby grazie a una rete di Agnese Bonfantini, per poi battere in finale l'Ajax grazie a una rete di Madelen Janogy sul finire della partita, accedendo così al secondo turno. Al sorteggio del secondo turno la Fiorentina, non testa di serie, è stata accoppiata col Wolfsburg, vicecampione di Germania. Nella gara d'andata giocata in casa, la Viola ha perso nettamente per 0-7; perdendo anche la gara di ritorno a Wolfsburg per 0-5, è stata eliminata dalla massima competizione continentale.
La Fiorentina ha iniziato la stagione regolare della Serie A con tre vittorie consecutive e sette vittorie nelle prime otto giornate, mantenendo la seconda posizione alle spalle della Juventus fino a metà del girone di ritorno. Dopo una serie di risultati negativi, rimanendo senza vittorie per sette giornate di fila, è scesa al quarto posto in classifica, accedendo comunque alla poule scudetto. La squadra ha poi mantenuto la quarta posizione, ottenendo buone prestazioni nel corso della poule scudetto, battendo l'Inter per due volte e la Juventus, poi campione d'Italia, nella gara d'andata. Perdendo in casa contro la Roma l'ultima giornata della seconda fase, ha mancato la possibilità di scavalcare le giallorosse ed ottenere l'accesso all'UEFA Women's Champions League, concludendo con 41 punti conquistati, frutto di 12 vittorie, 5 pareggi e 9 sconfitte.
In Coppa Italia la squadra è arrivata in semifinale. Dopo aver eliminato l'Arezzo agli ottavi di finale, ai quarti di finale ha superato il Milan vincendo la gara di ritorno in casa, dopo che sia l'andata si era conclusa in parità. In semifinale la Fiorentina è stata eliminata dalla Juventus, venendo sconfitta sia all'andata che al ritorno.

## Divise e sponsor
La grafica delle divise casalinghe ripropone i colori sociali del club, principalmente il viola, adottati dalla squadra maschile della Fiorentina: la divisa casalinga è stata presentata il 16 maggio 2024, mentre la divisa da trasferta il 9 luglio 2024. Lo sponsor principale è Mediacom, mentre lo sponsor tecnico, fornitore delle tenute da gioco, Robe di Kappa.
| Casa | Trasferta |

## Organigramma societario
Organigramma come da sito ufficiale.
Area tecnica
- Allenatore: Sebastiàn De La Fuente
- Allenatore in seconda: Priscilla Del Prete
- Collaboratore tecnico: Stefan Busso
- Preparatore dei portieri: Carmelo Roselli
- Preparatori atletici: Alessandro Buccolini, Giovanni De Gennaro
- Match analyst: Simone Saravo

Area sanitaria
- Medico sociale Matteo Donadei, Dario Boni
- Fisioterapisti: Francesca Bartolini, Costanza Delli, Ettore Iacopetti, Andrea Magro
- Nutrizionista: Matteo Battagello
- Psicologo sportivo: Arturo Mugnai

Area organizzativa
- Kit manager: Sonia Meucci, Paola Vannini
- Team Manager: Nicola Cecconi

## Rosa
Rosa e numeri come da sito ufficiale.
| N. |                      | Ruolo | Calciatrice               |
| -- | -------------------- | ----- | ------------------------- |
| 1  | Norvegia (bandiera)  | P     | Cecilie Fiskerstrand      |
| 2  | Italia (bandiera)    | P     | Francesca Durante         |
| 3  | Danimarca (bandiera) | D     | Stine Ballisager Pedersen |
| 4  | Italia (bandiera)    | A     | Agnese Bonfantini         |
| 5  | Italia (bandiera)    | D     | Alice Tortelli (capitano) |
| 6  | Germania (bandiera)  | C     | Stephanie Breitner        |
| 7  | Italia (bandiera)    | A     | Miriam Longo              |
| 8  | Islanda (bandiera)   | C     | Alexandra Jóhannsdóttir   |
| 8  | Italia (bandiera)    | A     | Victoria Della Peruta     |
| 9  | Svezia (bandiera)    | A     | Madelen Janogy            |
| 10 | Italia (bandiera)    | A     | Michela Catena            |
| 11 | Austria (bandiera)   | D     | Marina Georgieva          |
| 14 | Italia (bandiera)    | D     | Martina Toniolo           |
| 15 | Danimarca (bandiera) | C     | Sofie Bredgaard           |
| 16 | Slovenia (bandiera)  | D     | Kaja Eržen                |

| N. |                      | Ruolo | Calciatrice           |
| -- | -------------------- | ----- | --------------------- |
| 17 | Italia (bandiera)    | C     | Benedetta Bedini      |
| 18 | Danimarca (bandiera) | C     | Emma Snerle           |
| 20 | Italia (bandiera)    | D     | Alice Zaghini         |
| 21 | Italia (bandiera)    | C     | Emma Severini         |
| 22 | Svezia (bandiera)    | A     | Karin Lundin          |
| 23 | Italia (bandiera)    | C     | Lucia Pastrenge       |
| 24 | Italia (bandiera)    | P     | Rachele Baldi         |
| 26 | Italia (bandiera)    | C     | Maya Cherubini        |
| 32 | Italia (bandiera)    | P     | Giorgia Bettineschi   |
| 44 | Danimarca (bandiera) | D     | Emma Færge            |
| 77 | Svezia (bandiera)    | C     | Filippa Curmark       |
| 85 | Italia (bandiera)    | D     | Maria Luisa Filangeri |
| 87 | Spagna (bandiera)    | C     | Verónica Boquete      |
| 99 | Italia (bandiera)    | D     | Giulia Baccaro        |

## Calciomercato

### Sessione estiva
| Acquisti | Acquisti              | Acquisti    | Acquisti      |
| R.       | Nome                  | da          | Modalità      |
| -------- | --------------------- | ----------- | ------------- |
| P        | Giorgia Bettineschi   | Brescia     | [ 18 ]        |
| P        | Francesca Durante     | Inter       | prestito      |
| P        | Cecilie Fiskerstrand  | LSK Kvinner | [ 20 ]        |
| D        | Maria Luisa Filangeri | Sassuolo    | [ 21 ]        |
| D        | Martina Toniolo       | Juventus    | [ 22 ]        |
| D        | Martina Zanoli        | Como        | fine prestito |
| C        | Giulia Giacobbo       | Napoli      | fine prestito |
| C        | Sofie Bredgaard       | Rosengård   | [ 23 ]        |
| C        | Lucia Pastrenge       | Inter       | [ 24 ]        |
| C        | Emma Snerle           | West Ham    | [ 25 ]        |
| A        | Sara Baldi            | Sampdoria   | fine prestito |
| A        | Agnese Bonfantini     | Juventus    | prestito      |
| A        | Zsanett Kaján         | Como        | fine prestito |
| A        | Margherita Monnecchi  | Como        | fine prestito |
| A        | Martina Sechi         | Cesena      | fine prestito |

| Cessioni | Cessioni             | Cessioni   | Cessioni      |
| R.       | Nome                 | a          | Modalità      |
| -------- | -------------------- | ---------- | ------------- |
| P        | Rachele Baldi        | Inter      | prestito      |
| P        | Viola Bartalini      | Arezzo     | prestito      |
| P        | Federica Russo       |            | ritirata      |
| P        | Katja Schroffenegger | Como       | [ 30 ]        |
| D        | Laura Agard          |            | svincolata    |
| D        | Martina Fusini       | Sassuolo   | [ 31 ]        |
| D        | Giorgia Spinelli     | Como       | [ 30 ]        |
| D        | Linda Tucceri Cimini | Sampdoria  | [ 32 ]        |
| D        | Martina Zanoli       | Lazio      | prestito      |
| C        | Melissa Bellucci     | Juventus   | fine prestito |
| C        | Norma Cinotti        | Roma       | fine prestito |
| C        | Giulia Giacobbo      | Genoa      | prestito      |
| C        | Milica Mijatović     | ABB Fomget | [ 35 ]        |
| C        | Alice Parisi         |            | ritirata      |
| C        | Margherita Santini   | Arezzo     | [ 37 ]        |
| A        | Sara Baldi           | Sampdoria  | [ 38 ]        |
| A        | Pauline Hammarlund   | Djurgården | [ 39 ]        |
| A        | Zsanett Kaján        | Lazio      | [ 40 ]        |
| A        | Margherita Monnecchi | Eibar      | prestito      |
| A        | Martina Sechi        | Bologna    | prestito      |

### Sessione invernale
| Acquisti | Acquisti                  | Acquisti            | Acquisti      |
| R.       | Nome                      | da                  | Modalità      |
| -------- | ------------------------- | ------------------- | ------------- |
| D        | Stine Ballisager Pedersen | Kansas City Current | [ 43 ]        |
| C        | Filippa Curmark           | Häcken              | [ 44 ]        |
| C        | Stella Toma               | Vis Mediterranea    |               |
| A        | Victoria Della Peruta     | Roma                | [ 45 ]        |
| A        | Martina Sechi             | Bologna             | fine prestito |

| Cessioni | Cessioni                | Cessioni          | Cessioni              |
| R.       | Nome                    | a                 | Modalità              |
| -------- | ----------------------- | ----------------- | --------------------- |
| C        | Stephanie Breitner      | Napoli            | [ 46 ]                |
| C        | Alexandra Jóhannsdóttir | Kristianstads DFF | [ 47 ]                |
| C        | Stella Toma             | Orobica           | [ 48 ]                |
| A        | Karin Lundin            |                   | risoluzione contratto |
| A        | Martina Sechi           | ChievoVerona FM   | prestito              |

## Risultati

### Serie A

#### Prima fase

##### Girone di andata
| Arbitro: | Pizzi (Bergamo) |

|               |           |  |
| Bredgaard 67’ | Marcatori |  |

| Arbitro: | Gauzolino (Torino) |

|         |           |                                  |
| Ijeh 3’ | Marcatori | 17’ Bredgaard 32’ (rig.) Boquete |

| Arbitro: | Luongo (Napoli) |

|                                     |           |  |
| Janogy 10’, 60’ Bonfantini 52’, 66’ | Marcatori |  |

| Arbitro: | Madonia (Palermo) |

|                                                      |           |  |
| Caruso 39’ Vangsgaard 55’ Krumbiegel 67’ Rosucci 88’ | Marcatori |  |

| Arbitro: | Dorillo (Torino) |

|                                       |           |               |
| Severini 26’ Bonfantini 28’ Færge 40’ | Marcatori | 13’ del Estal |

| Arbitro: | Iacobellis (Pisa) |

|                |           |                                                |
| Chmielinski 8’ | Marcatori | 56’ Bonfantini 61’ Severini 69’ (rig.) Boquete |

| Arbitro: | Di Cicco (Lanciano) |

|                                |           |                  |
| Bonfantini 12’, 85’ Catena 66’ | Marcatori | 44’, 60’ Goldoni |

| Arbitro: | Lovison (Padova) |

|                                    |           |            |
| Boquete 61’ (rig.) Pastrenge 90+2’ | Marcatori | 25’ Andrés |

| Arbitro: | Djurdjevic (Trieste) |

|           |           |  |
| Greggi 9’ | Marcatori |  |

##### Girone di ritorno
| Cercola 16 novembre 2024, ore 15:00 CET 10ª giornata | Napoli                   | 0 – 0 referto referto 2 | Fiorentina | Stadio comunale Giuseppe Piccolo\| Arbitro: \| Molinaro (Lamezia Terme) \| |
| Arbitro:                                             | Molinaro (Lamezia Terme) |                         |            |                                                                            |

| Arbitro: | Ramondino (Palermo) |

|                           |           |                             |
| Janogy 9’ Ijeh 13’ (aut.) | Marcatori | 47’ Arrigoni 84’ Karczewska |

| Arbitro: | Tona Mbei (Cuneo) |

|                  |           |                                              |
| Della Peruta 28’ | Marcatori | 64’ Severini 84’ Jóhannsdóttir 90+6’ Boquete |

| Arbitro: | De Angeli (Milano) |

|  |           |                                 |
|  | Marcatori | 47’, 50’ Cantore 90+2’ Bonansea |

| Arbitro: | Terribile (Bassano del Grappa) |

|               |           |  |
| Kerr 78’, 90’ | Marcatori |  |

| Arbitro: | Nigro (Prato) |

|                     |           |               |
| Severini 43’ (rig.) | Marcatori | 35’ Philtjens |

| Arbitro: | Castellano (Nichelino) |

|                           |           |  |
| Visentin 58’ Piemonte 78’ | Marcatori |  |

| Arbitro: | Silvestri (Roma 1) |

|                         |           |  |
| Cambiaghi 6’ Magull 71’ | Marcatori |  |

| Bagno a Ripoli 9 febbraio 2025, ore 15:00 CET 18ª giornata | Fiorentina        | 0 – 0 referto referto 2 | Roma | Stadio Curva Fiesole\| Arbitro: \| Striamo (Salerno) \| |
| Arbitro:                                                   | Striamo (Salerno) |                         |      |                                                         |

#### Poule scudetto

##### Girone di andata
| Bagno a Ripoli 2 marzo 2025, ore 18:00 CET 1ª giornata | Fiorentina            | 0 – 0 referto referto 2 | Milan | Stadio Curva Fiesole\| Arbitro: \| Frasynyak (Gallarate) \| |
| Arbitro:                                               | Frasynyak (Gallarate) |                         |       |                                                             |

| 8 marzo 2025 2ª giornata |  | – Turno di riposo |  |  |

| Arbitro: | Di Loreto (Terni) |

|  |           |                 |
|  | Marcatori | 7’, 76’ Boquete |

| Arbitro: | Poli (Verona) |

|                |           |  |
| Bonfantini 48’ | Marcatori |  |

| Arbitro: | Gemelli (Messina) |

|                       |           |  |
| Pandini 5’ Minami 41’ | Marcatori |  |

##### Girone di ritorno
| Arbitro: | Ramondino (Palermo) |

|                                                      |           |                      |
| Ijeh 22’, 28’ Arrigoni 48’ Renzotti 53’ Koivisto 61’ | Marcatori | 44’, 63’, 82’ Janogy |

| 19 aprile 2025 7ª giornata |  | – Turno di riposo |  |  |

| Arbitro: | Ubaldi (Roma 1) |

|                                    |           |                   |
| Janogy 9’, 81’ Severini 25’ (rig.) | Marcatori | 90+1’ Stølen Godø |

| Arbitro: | Migliorini (Verona) |

|          |           |                             |
| Santi 8’ | Marcatori | 34’, 57’ Boquete 42’ Snerle |

| Arbitro: | Colaninno (Nola) |

|  |           |                      |
|  | Marcatori | 48’ (rig.) Giugliano |

### Coppa Italia
| Arbitro: | Giordani (Aprilia) |

|  |           |          |
|  | Marcatori | 2’ Eržen |

| Arbitro: | Gauzolino (Torino) |

|              |           |                     |
| Arrigoni 48’ | Marcatori | 32’ (rig.) Severini |

| Arbitro: | Manzo (Torre Annunziata) |

|                                         |           |  |
| Giuliani 31’ (aut.) Severini 76’ (rig.) | Marcatori |  |

| Arbitro: | Gasperotti (Rovereto) |

|                          |           |                                         |
| Bonfantini 10’ Færge 13’ | Marcatori | 5’ Harviken 35’ Bonansea 75’ Vangsgaard |

| Arbitro: | Drigo (Portogruaro) |

|                 |           |  |
| Stølen Godø 24’ | Marcatori |  |

### Women's Champions League

#### Qualificazioni
| Arbitro: | Bočková |

|  |           |                |
|  | Marcatori | 39’ Bonfantini |

| Arbitro: | Byrne |

|  |           |            |
|  | Marcatori | 86’ Janogy |

| Arbitro: | Vekkeli |

|  |           |                                                            |
|  | Marcatori | 6’, 24’ Hegering 38’, 53’, 57’ Popp 44’ Brand 83’ Endemann |

| Arbitro: | Frappart |

|                                                  |           |  |
| Kalma 3’ Endemann 33’, 49’ Brand 77’ Sellner 89’ | Marcatori |  |

### Supercoppa italiana
| Arbitro: | Gasperotti (Rovereto) |

|                                      |           |            |
| Glionna 17’ Giacinti 64’ Corelli 89’ | Marcatori | 60’ Janogy |

## Statistiche

### Statistiche di squadra
| Competizione             | Punti | In casa | In casa | In casa | In casa | In casa | In casa | In trasferta | In trasferta | In trasferta | In trasferta | In trasferta | In trasferta | Totale | Totale | Totale | Totale | Totale | Totale | DR  |
| Competizione             | Punti | G       | V       | N       | P       | Gf      | Gs      | G            | V            | N            | P            | Gf           | Gs           | G      | V      | N      | P      | Gf     | Gs     | DR  |
| ------------------------ | ----- | ------- | ------- | ------- | ------- | ------- | ------- | ------------ | ------------ | ------------ | ------------ | ------------ | ------------ | ------ | ------ | ------ | ------ | ------ | ------ | --- |
| Serie A                  | 41    | 13      | 7       | 4       | 2       | 20      | 12      | 13           | 5            | 1            | 7            | 16           | 22           | 26     | 12     | 5      | 9      | 36     | 34     | +4  |
| Coppa Italia             | -     | 2       | 1       | 0       | 1       | 4       | 3       | 3            | 1            | 1            | 1            | 2            | 2            | 5      | 2      | 1      | 2      | 6      | 5      | +1  |
| Women's Champions League | -     | 1       | 0       | 0       | 1       | 0       | 7       | 1            | 0            | 0            | 1            | 0            | 5            | 4      | 2      | 0      | 2      | 2      | 12     | -10 |
| Supercoppa italiana      | -     | -       | -       | -       | -       | -       | -       | -            | -            | -            | -            | -            | -            | 1      | 0      | 0      | 1      | 1      | 3      | -2  |
| Totale                   | -     | 16      | 8       | 4       | 4       | 24      | 22      | 17           | 6            | 2            | 9            | 18           | 29           | 36     | 16     | 6      | 14     | 45     | 54     | -9  |

### Andamento in campionato
| Giornata  | 1 | 2 | 3 | 4 | 5 | 6 | 7 | 8 | 9 | 10 | 11 | 12 | 13 | 14 | 15 | 16 | 17 | 18 | 19 | 20 | 21 | 22 | 23 | 24 | 25 | 26 | 27 | 28 |
| --------- | - | - | - | - | - | - | - | - | - | -- | -- | -- | -- | -- | -- | -- | -- | -- | -- | -- | -- | -- | -- | -- | -- | -- | -- | -- |
| Luogo     | C | T | C | T | C | T | C | C | T | T  | C  | T  | C  | T  | C  | T  | T  | C  | C  | R  | T  | C  | T  | T  | R  | C  | T  | C  |
| Risultato | V | V | V | P | V | V | V | V | P | N  | N  | V  | P  | P  | N  | P  | P  | N  | N  | -  | V  | V  | P  | P  | -  | V  | V  | P  |
| Posizione | 1 | 1 | 1 | 3 | 2 | 2 | 2 | 2 | 2 | 2  | 3  | 2  | 4  | 4  | 4  | 4  | 4  | 4  | 4  | 4  | 4  | 4  | 4  | 4  | 4  | 4  | 4  | 4  |

Legenda:

Luogo: C = Casa; T = Trasferta. Risultato: V = Vittoria; N = Pareggio; P = Sconfitta.

### Statistiche delle giocatrici
| Giocatore        | Serie A  | Serie A | Serie A     | Serie A    | Coppa Italia | Coppa Italia | Coppa Italia | Coppa Italia | Supercoppa italiana | Supercoppa italiana | Supercoppa italiana | Supercoppa italiana | UEFA Champions League | UEFA Champions League | UEFA Champions League | UEFA Champions League | Totale   | Totale | Totale      | Totale     |
| Giocatore        | Presenze | Reti    | Ammonizioni | Espulsioni | Presenze     | Reti         | Ammonizioni  | Espulsioni   | Presenze            | Reti                | Ammonizioni         | Espulsioni          | Presenze              | Reti                  | Ammonizioni           | Espulsioni            | Presenze | Reti   | Ammonizioni | Espulsioni |
| ---------------- | -------- | ------- | ----------- | ---------- | ------------ | ------------ | ------------ | ------------ | ------------------- | ------------------- | ------------------- | ------------------- | --------------------- | --------------------- | --------------------- | --------------------- | -------- | ------ | ----------- | ---------- |
| G. Baccaro       | 1        | 0       | 0           | 0          | -            | -            | -            | -            | -                   | -                   | -                   | -                   | -                     | -                     | -                     | -                     | 1        | 0      | 0           | 0          |
| R. Baldi         | 0        | 0       | 0           | 0          | -            | -            | -            | -            | -                   | -                   | -                   | -                   | 0                     | 0                     | 0                     | 0                     | 0        | 0      | 0           | 0          |
| S. Ballisager    | 13       | 0       | 1           | 0          | 4            | 0            | 0            | 0            | 1                   | 0                   | 0                   | 0                   | -                     | -                     | -                     | -                     | 18       | 0      | 1           | 0          |
| B. Bedini        | 2        | 0       | 0           | 0          | 0            | 0            | 0            | 0            | 0                   | 0                   | 0                   | 0                   | 1                     | 0                     | 0                     | 0                     | 3        | 0      | 0           | 0          |
| G. Bettineschi   | 0        | 0       | 0           | 0          | 0            | 0            | 0            | 0            | 0                   | 0                   | 0                   | 0                   | 0                     | 0                     | 0                     | 0                     | 0        | 0      | 0           | 0          |
| A. Bonfantini    | 24       | 7       | 8           | 2          | 4            | 1            | 0            | 0            | 1                   | 0                   | 0                   | 0                   | 4                     | 1                     | 0                     | 0                     | 33       | 9      | 8           | 2          |
| V. Boquete       | 23       | 8       | 2           | 0          | 2            | 0            | 1            | 0            | 1                   | 0                   | 0                   | 0                   | 4                     | 0                     | 0                     | 0                     | 30       | 8      | 3           | 0          |
| S. Bredgaard     | 22       | 2       | 3           | 0          | 4            | 0            | 0            | 0            | 1                   | 0                   | 0                   | 0                   | 3                     | 0                     | 0                     | 0                     | 30       | 2      | 3           | 0          |
| D. Breitner      | 10       | 0       | 1           | 0          | 1            | 0            | 0            | 0            | 0                   | 0                   | 0                   | 0                   | 3                     | 0                     | 0                     | 0                     | 14       | 0      | 1           | 0          |
| M. Catena        | 18       | 1       | 1           | 0          | 4            | 0            | 0            | 0            | 1                   | 0                   | 0                   | 0                   | 4                     | 0                     | 1                     | 0                     | 27       | 1      | 2           | 0          |
| M. Cherubini     | 0        | 0       | 0           | 0          | 1            | 0            | 0            | 0            | 0                   | 0                   | 0                   | 0                   | -                     | -                     | -                     | -                     | 1        | 0      | 0           | 0          |
| F. Curmark       | 11       | 0       | 1           | 0          | 3            | 0            | 1            | 0            | 1                   | 0                   | 0                   | 0                   | -                     | -                     | -                     | -                     | 15       | 0      | 2           | 0          |
| V. Della Peruta  | 8        | 0       | 0           | 0          | 2            | 0            | 0            | 0            | -                   | -                   | -                   | -                   | -                     | -                     | -                     | -                     | 10       | 0      | 0           | 0          |
| F. Durante       | 3        | -5      | 0           | 0          | 5            | -5           | 0            | 0            | 0                   | 0                   | 0                   | 0                   | 1                     | -5                    | 0                     | 0                     | 9        | -15    | 0           | 0          |
| K. Eržen         | 20       | 0       | 3           | 0          | 5            | 1            | 1            | 0            | 1                   | 0                   | 0                   | 0                   | 4                     | 0                     | 0                     | 0                     | 30       | 1      | 4           | 0          |
| E. Færge         | 26       | 1       | 0           | 0          | 5            | 1            | 1            | 0            | 1                   | 0                   | 0                   | 0                   | 4                     | 0                     | 0                     | 0                     | 36       | 2      | 1           | 0          |
| M.L. Filangeri   | 20       | 0       | 2           | 0          | 3            | 0            | 0            | 0            | 1                   | 0                   | 1                   | 0                   | 3                     | 0                     | 1                     | 0                     | 27       | 0      | 4           | 0          |
| C. Fiskerstrand  | 24       | -29     | 2           | 0          | 0            | 0            | 0            | 0            | 1                   | -3                  | 0                   | 0                   | 3                     | -7                    | 0                     | 0                     | 28       | -39    | 2           | 0          |
| M. Georgieva     | 16       | 0       | 0           | 0          | 3            | 0            | 0            | 0            | 1                   | 0                   | 0                   | 0                   | 2                     | 0                     | 1                     | 0                     | 22       | 0      | 1           | 0          |
| M. Janogy        | 21       | 8       | 0           | 0          | 4            | 0            | 1            | 0            | 1                   | 1                   | 0                   | 0                   | 3                     | 1                     | 0                     | 0                     | 29       | 10     | 1           | 0          |
| A. Jóhannsdóttir | 12       | 1       | 0           | 0          | 1            | 0            | 0            | 0            | -                   | -                   | -                   | -                   | 4                     | 0                     | 0                     | 0                     | 17       | 1      | 0           | 0          |
| M. Longo         | 16       | 0       | 0           | 0          | 4            | 0            | 0            | 0            | 1                   | 0                   | 0                   | 0                   | 1                     | 0                     | 0                     | 0                     | 22       | 0      | 0           | 0          |
| K. Lundin        | 10       | 0       | 0           | 0          | 1            | 0            | 0            | 0            | -                   | -                   | -                   | -                   | 1                     | 0                     | 0                     | 0                     | 12       | 0      | 0           | 0          |
| L. Pastrenge     | 24       | 1       | 1           | 0          | 4            | 0            | 0            | 0            | 0                   | 0                   | 0                   | 0                   | 3                     | 0                     | 2                     | 1                     | 31       | 1      | 3           | 1          |
| E. Severini      | 24       | 5       | 6           | 0          | 5            | 2            | 0            | 0            | 1                   | 0                   | 0                   | 0                   | 3                     | 0                     | 0                     | 0                     | 33       | 7      | 6           | 0          |
| E. Snerle        | 26       | 1       | 2           | 0          | 5            | 0            | 0            | 0            | 1                   | 0                   | 0                   | 0                   | 3                     | 0                     | 2                     | 0                     | 35       | 1      | 4           | 0          |
| M. Toniolo       | 15       | 0       | 4           | 0          | 5            | 0            | 0            | 0            | 0                   | 0                   | 0                   | 0                   | 3                     | 0                     | 1                     | 0                     | 23       | 0      | 5           | 0          |
| A. Tortelli      | 12       | 0       | 2           | 0          | 1            | 0            | 0            | 0            | 1                   | 0                   | 1                   | 0                   | 3                     | 0                     | 1                     | 0                     | 17       | 0      | 4           | 0          |
| A. Zaghini       | 0        | 0       | 0           | 0          | 1            | 0            | 0            | 0            | -                   | -                   | -                   | -                   | 1                     | 0                     | 0                     | 0                     | 2        | 0      | 0           | 0          |